# Іванков Денис Олександрович
Денис Олександрович Іванков (нар. 17 червня 1972, Ташкент, Узбецька РСР) — радянський та узбецький футболіст, воротар. Майстер спорту Узбекистану з 1992 року. Нині здійснює тренерську діяльність. З серпня 2018 року тренер воротарів у національній збірній Узбекистану.
Син відомого радянського та узбецького футболіста й тренера Олександра Дмитровича Іванкова.

## Кар'єра гравця
Народився в 1972 році в Ташкенті, в родині відомого радянського та узбецького футболіста й тренера Олександра Іванкова. Вихованець республіканського спортивного інтернату в Ташкенті, перший тренер — Анатолій Юлдашевич Шадиматов.
У 1990 році, в 18-річному віці почав виступати за нукуський «Аралводобудівник». У другій половині того ж року грав за халкабадський «Сохібкор», а в 1991 році за «Чирчик» з однойменного міста. У першій половині 1992 році виступав за ташкентський «Пахтакор». Далі, у 1992-1993 роках грав за бухарський «Нурафшон», а в 1994-1995 роках знову за ташкентський «Пахтакор». У 1995 році, в 23-річному віці завершив професійну кар'єру в складі ферганського «Нефтчі».
Після завершення кар'єри грав на аматорському рівні, а також навчався тренерської діяльності. Деякий час проживав в Італії.

## Кар'єра тренера
У 2004 році входив у тренерський штаб чирчикської клубу «Кимьогар». У наступні півтора року працював в мубарекському клубі «Машалі». У 2006 році входив у тренерський штаб ташкентського «Пахтакора». У 2007-2008 роках працював у тренерському штабі українського клубу «Княжа». З 2009 по 2012 рік був знову тренером воротарів в мубарекському «Машалі». З 2013 року по 2018 рік працював на аналогічній посаді в каршінського клубі «Насаф».
З серпня 2018 року тренер воротарів у національній збірній Узбекистану.

## Досягнення

### Як гравця
- Суперліга Узбекистану
  -  Чемпіон (2): 1992, 1995

- Кубок Узбекистану
  - 1/2 фіналу (1): 1995

### Як тренера
- Кубок Узбекистану
  -  Володар (1): 2015
  -  Фіналіст (3): 2012, 2013, 2016

- Суперкубок Узбекистану
  -  Володар (1): 2016

- Суперліга Узбекистану
  -  Срібний призер (1): 2017
  -  Бронзовий призер (4): 2013, 2014, 2015, 2016 года

- China Cup
  -  Бронзовий призер (1): 2019